# Ajan Sadakov
Ajan Sadakov (bulharskou cyrilicí Аян Садъков; 26. září 1961 Plovdiv – 1. července 2017 Plovdiv) byl bulharský fotbalista, záložník. Po skončení aktivní kariéry působil jako trenér. Zemřel na ALS.

## Fotbalová kariéra
Na Mistrovství světa ve fotbale 1986 byl členem bulharské reprezentace, nastoupil ve 4 utkáních. Celkem za bulharskou reprezentaci nastoupil v letech 1981–1991 v 71 utkáních a dal 9 gólů. V bulharské lize hrál za PFK Lokomotiv Plovdiv a PFK Botev Plovdiv a v portugalské lize za CF Os Belenenses. V Poháru vítězů pohárů nastoupil v 1 utkání a v Poháru UEFA nastoupil v 7 utkáních a dal 3 góly.

## Ligová bilance
| Ročník                              | Zápasy | Góly | Klub                  |
| ----------------------------------- | ------ | ---- | --------------------- |
| 1. bulharská fotbalová liga 1977/78 | 5      | 1    | PFK Lokomotiv Plovdiv |
| 1. bulharská fotbalová liga 1978/79 | 11     | 2    | PFK Lokomotiv Plovdiv |
| 1. bulharská fotbalová liga 1979/80 | 20     | 5    | PFK Lokomotiv Plovdiv |
| 2. bulharská fotbalová liga 1980/81 | 37     | 8    | PFK Lokomotiv Plovdiv |
| 2. bulharská fotbalová liga 1981/82 | 39     | 17   | PFK Lokomotiv Plovdiv |
| 2. bulharská fotbalová liga 1982/83 | 31     | 1    | PFK Lokomotiv Plovdiv |
| 1. bulharská fotbalová liga 1983/84 | 24     | 10   | PFK Lokomotiv Plovdiv |
| 2. bulharská fotbalová liga 1984/85 | 41     | 19   | PFK Lokomotiv Plovdiv |
| 1. bulharská fotbalová liga 1985/86 | 26     | 12   | PFK Lokomotiv Plovdiv |
| 1. bulharská fotbalová liga 1986/87 | 29     | 14   | PFK Lokomotiv Plovdiv |
| 1. bulharská fotbalová liga 1987/88 | 28     | 5    | PFK Lokomotiv Plovdiv |
| 1. bulharská fotbalová liga 1988/89 | 28     | 4    | PFK Lokomotiv Plovdiv |
| 1. portugalská liga 1989/90         | 16     | 2    | CF Os Belenenses      |
| 1. portugalská liga 1990/91         | 24     | 5    | CF Os Belenenses      |
| 2. portugalská liga 1990/91         | 8      | 2    | CF Os Belenenses      |
| 1. bulharská fotbalová liga 1991/92 | 3      | 1    | PFK Lokomotiv Plovdiv |
| 1. bulharská fotbalová liga 1992/93 | 17     | 4    | PFK Lokomotiv Plovdiv |
| 1. bulharská fotbalová liga 1993/94 | 11     | 2    | PFK Lokomotiv Plovdiv |
| 1. bulharská fotbalová liga 1994/95 | 7      | 1    | PFK Botev Plovdiv     |
| 1. bulharská fotbalová liga 1995/96 | 13     | 1    | PFK Botev Plovdiv     |
| CELKEM 1. bulharská liga            | 222    | 62   |                       |
| CELKEM 1. portugalská liga          | 40     | 7    |                       |

## Trenérská kariéra
Trénoval PFK Lokomotiv Plovdiv.